# Вивільга індійська
Вивільга індійська (Oriolus kundoo) — вид співочих птахів родини вивільгових (Oriolidae).

## Поширення
Вид поширений в Пакистані, Узбекистані, Туркменістані, Казахстані, Киргизстані, Таджикистані, Афганістані, Непалі та на більшій частині Індії. Північні популяції на зимівлю мігрують на південь Індії та Шрі-Ланку. Індійська вивільга населяє різноманітні місця існування, включаючи відкриті широколистяні ліси, вічнозелені ліси, чагарники, мангрові зарості, відкриту місцевість з окремими деревами, парки та насадження.

## Опис
Вид дуже схожий на вивільгу звичайну, але має жовтіший хвіст, червоні очі і блідіший дзьоб. У самця чорна очна смуга виходить за межі ока. Смуги в нижній частині самиць чіткіші, ніж у самиць звичайної вивільги. Звичайний вид більший, його крила завдовжки 149-162 мм порівняно з 136-144 мм в індійського виду.